# 乔瓦尼·阿巴尼亚莱
乔瓦尼·阿巴尼亚莱（義大利語：Giovanni Abagnale，1995年1月11日—），意大利男子赛艇运动员。他曾代表意大利参加2016年和2020年夏季奥林匹克运动会赛艇比赛，其中2016年奥运会收获一枚铜牌。